# Ceterachopsis qiujiangensis
Ceterachopsis qiujiangensis là một loài thực vật có mạch trong họ Aspleniaceae. Loài này được Ching & S.H. Fu miêu tả khoa học đầu tiên năm 1984.